# Maria (esposa de Constantino V)
Maria foi uma imperatriz-consorte bizantina, segunda esposa do imperador Constantino V. 

## Imperatriz
Constantino já era imperador desde 741 e sua primeira esposa, Tzitzak ("Irene da Cazária"), deu à luz o único filho deles, Leão IV, o Cazar, em 25 de janeiro de 750, e desapareceu da história. No ano seguinte, o imperador se casou com Maria. A historiadora Lynda Garland sugere que Tzitzak teria morrido no parto.
Maria se casou com Constantino entre 750 e 751. De acordo com o Chronographikon syntomon do patriarca Nicéforo I de Constantinopla, sua morte teria ocorrido por volta da mesma época que o filho Leão IV foi coroado como co-imperador (6 de junho de 751) e que o marido recuperou Melitene. As razões para sua morte inesperada são desconhecidas.
Maria morreu sem descendentes e Constantino logo se casou novamente, desta vez com Eudócia, com quem teve seis filhos.